# Codigoro
Codigoro är en stad och en kommun  i  provinsen Ferrara i den italienska regionen Emilia-Romagna, belägen ca 70 km nordost om Bologna och omkring 40 km öster om Ferrara. Kommunen hade 11 603 invånare (2018) och gränsar till kommunerna Comacchio, Goro, Jolanda di Savoia, Lagosanto, Massa Fiscaglia, Mesola, Migliarino och Riva del Po. 